# Reckling Peak
Der Reckling Peak ist ein 2010 m hoher und isolierter Berg im ostantarktischen Viktorialand. Er überragt den zentralen Teil eines Gebirgskamms, der an die Eisfälle am Kopfende des Mawson-Gletschers angrenzt.
Der United States Geological Survey kartierte ihn anhand eigener Vermessungen und Luftaufnahmen der United States Navy. Das Advisory Committee on Antarctic Names benannte ihn 1964 nach Lieutenant Commander Darold Louis Reckling (1923–2004), Pilot der Flugstaffel VX-6 im Jahr 1961.